# Simon Talacci
 Simon Talacci, né le 3 janvier 2000, est un  skieur alpin italien.

## Biographie
En 2020 à Narvik il est vice-champion du monde juniors de la descente.
En 2023-2024, il obtient deux podiums en coupe d'Europe de slalom géant et termine  à la 4e place du classement général de la coupe d'Europe de la discipline. En avril 2024, il est vice-champion d'Italie de slalom géant à Senales derrière Luca de Aliprandini.
En janvier 2025, il obtient un troisième podium en coupe d'Europe en se classant 3e du géant de Turnau

## Palmarès

### Coupe du monde
- 11 épreuves disputées

### Championnats du monde juniors
| Épreuve / Édition           | Descente | Super G | Slalom géant | Slalom | Combiné | Team event |
| Mondiaux 2020 Narvik        | Argent   | Abandon | annulé       | annulé | annulé  | annulée    |
| Mondiaux 2022 Panorama (en) | 13e      | 20e     | 25e          | 38e    | Abandon | -          |

### Coupe d'Europe
Meilleurs résultats : 7 tops-10 dont
- 3 podiums en slalom géant

#### Classements
| Saison / Épreuve | Saison / Épreuve | Général | Général | Descente | Descente | Super G | Super G | Géant  | Géant  | Slalom | Slalom | Combiné | Combiné |
| ---------------- | ---------------- | ------- | ------- | -------- | -------- | ------- | ------- | ------ | ------ | ------ | ------ | ------- | ------- |
| Saison / Épreuve | Saison / Épreuve | Class.  | Points  | Class.   | Points   | Class.  | Points  | Class. | Points | Class. | Points | Class.  | Points  |
| 2024             | 2024             | 23e     | 321     | -        | -        | -       | -       | 4e     | 321    | -      | -      | -       | -       |
| 2025             | 2025             | 60e     | 159     | -        | -        | 68e     | 9       | 15e    | 150    | -      | -      | -       | -       |